# Почётное оружие (Франция)

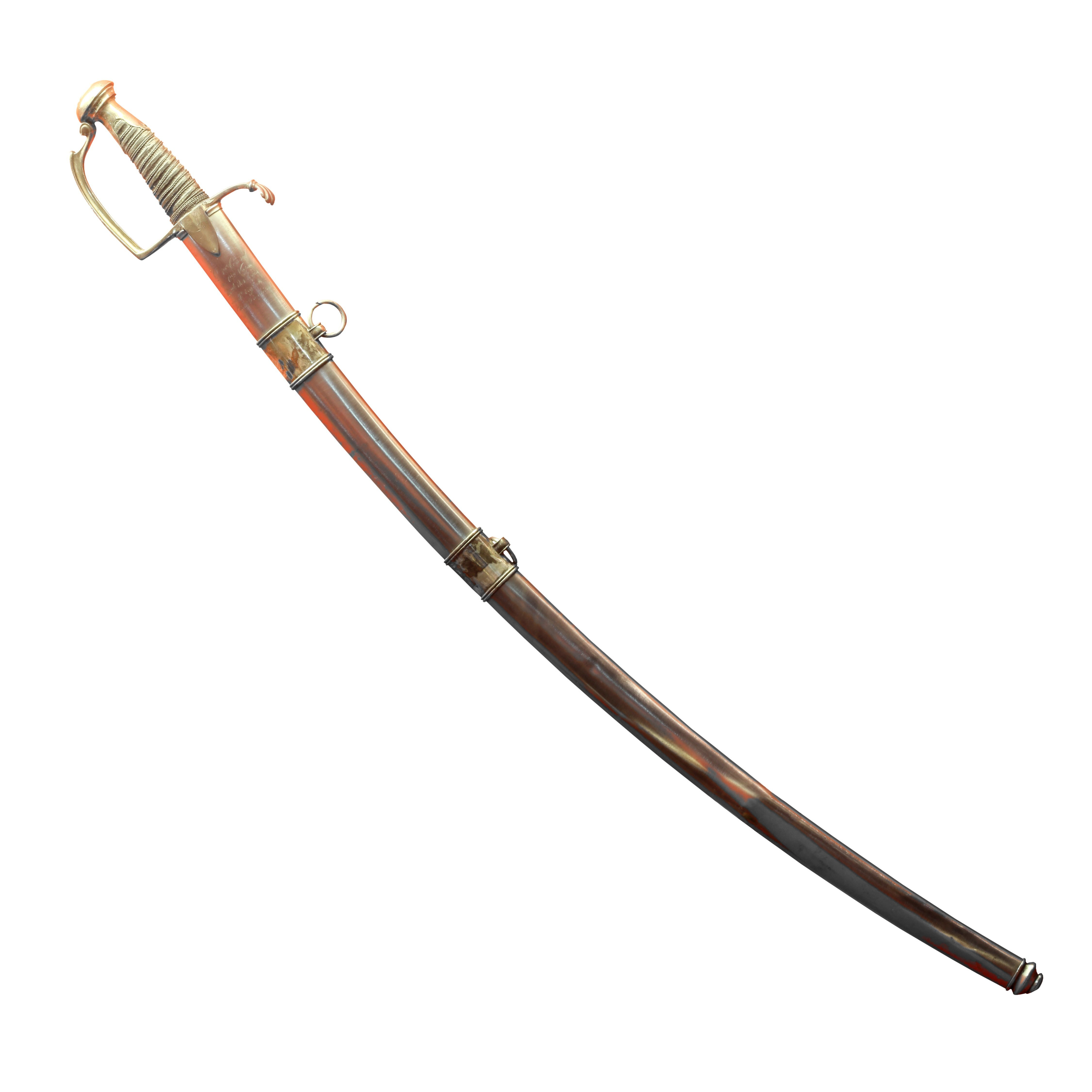
Сабля почёта врученная первым консулом французскому гражданину Антуану Винье.

Armes d’honneur (в пер. с фр. «почётное оружие») — разновидность наградного оружия, одна из высших военных наград Франции. Ею награждаются французские граждане и иностранцы. Награда учреждена Французским консулатом в 25 декабря 1799 года.
В Наполеоновской армии каждому роду войск вручалось своё наградное оружие.

## Награждённые
см. Награждённые почётным оружием «Armes d’honneur»